# Jerome Young
Pour les articles homonymes, voir Jerome Young et Young.
Jerome Young, né le 14 août 1976 à Clarendon en Jamaïque, est un athlète américain, spécialiste du 400 m. 

## Biographie
Aux Championnats du monde d'athlétisme 2003 à Saint-Denis, il faisait partie du relais 4 × 400 m américain (Tyree Washington, Calvin Harrison, Derrick Brew et Jerome Young) qui avait remporté la course en 2 min 58 s 88 mais qui avait été déclassé en 2004, Calvin Harrison ayant été convaincu de dopage (au modafinil) dès juin 2003,. Il avait surtout également remporté le 400m individuel avec un temps de 44 s 50 devant Tyree Washington et le Français Marc Raquil. Il sera déchu pour cause de dopage avéré.
Le 29 juin 2004, l'Association internationale des fédérations d’athlétisme a déclaré:
La cour d'arbitrage du sport a décidé que la décision du bureau d'appel du dopage de l'USATF était erronée quand elle a disculpé Jerome Young du délit de dopage et que, par conséquent, Jerome Young a commis un délit de dopage le 26 juin 1999.
Le 26 février 2009, l'Association internationale des fédérations d’athlétisme l'a exclu à vie de toute compétition à compter de 1999. Il est donc déclassé de toutes les compétitions auxquelles il a participé.